# James O’Grady

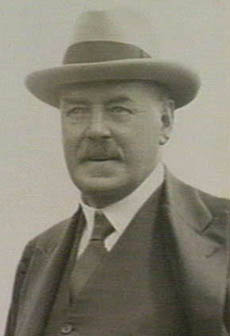
James O’Grady

Sir James O’Grady (* 6. Mai 1866 in Bristol, England; † 10. Dezember 1934 in London) war ein englischer Politiker der Labour Party, Gewerkschafter und Gouverneur von Tasmanien und den Falklandinseln.

## Leben
O’Grady wuchs in Bristol als Kind römisch-katholischer Eltern aus Irland auf. Bereits mit 10 Jahren verließ er die Schule, arbeitete und machte später eine Schreinerlehre. Daneben engagierte er sich in der Gewerkschaft und wurde 1898 Vorsitzender des Trades Union Congress. 1906 wurde er ins House of Commons gewählt, wo er sich für Außenpolitik interessierte. Er war ein Fürsprecher des Ersten Weltkriegs und warb auf Rekrutierungsversammlungen darum, sich zum Militärdienst zu melden.
Nach dem Krieg war er 1924 zunächst als erster britischer Botschafter in der Sowjetunion im Gespräch, wurde dann aber stattdessen zum Gouverneur von Tasmanien ernannt. Zu jener Zeit war das Gouverneursamt wenig beliebt, insbesondere da es aufgrund der schlechten wirtschaftlichen Verfassung Tasmaniens relativ gering vergütet wurde. Nach längeren Verhandlungen akzeptierte O’Grady schließlich den Posten und kam im Dezember 1924 auf der Insel an. Da seine Frau Louisa, die er 1887 geheiratet hatte, aufgrund einer Behinderung die Reise nicht antreten konnte, wurde er von seiner Tochter Margaret begleitet.
Während seiner Amtszeit versuchte er, Tasmaniens Wirtschaft anzukurbeln und die zunehmende Abwanderung aufzuhalten. So förderte er die Industrialisierung und die Verwendung moderner Landwirtschaftstechniken und forderte die Bevölkerung auf, ihr Geld in eigene Unternehmen anstatt ins Ausland zu investieren.
Im Dezember 1930 verließ er nach Ende seiner Amtszeit Tasmanien und wurde anschließend Gouverneur der Falklandinseln. 1934 trat er dort aufgrund seines schlechten Gesundheitszustands zurück und starb wenig später in London.

## Auszeichnungen
- Knight Commander of the Order of St. Michael and St. George (1924)